# La, la, la
La, la, la – singiel hiszpańskiej piosenkarki Massiel, wydany w 1968. Piosenkę napisali Manuel de la Calva i Ramón Arcusa.
W 1968 kompozycja reprezentowała Hiszpanię w 13. Konkursie Piosenki Eurowizji w Londynie. 6 kwietnia wygrała w finale konkursu po zdobyciu 29 punktów.
Piosenka została nagrana przez piosenkarkę również w językach: angielskim, francuskim i niemieckim.

## Lista utworów
Singel 7″
1. „La, la, la” – 2:32
2. „Pensamientos, sentimientos” – 3:02

Singel 7″ (Francja/Belgia)
1. „La, la, la” – 2:32
2. „Las estrellas lo sabran” – 2:25

Singel 7″ (UK)
1. „He Gives Me Love (la, La, La)” – 2:32
2. „La, la, la” – 2:32

Singel 7″ (Niemcy)
1. „La... La... La...” – 2:33
2. „Ruidos” – 3:00

## Notowania na listach przebojów
| Lista (1968)              | Pozycja |
| ------------------------- | ------- |
| Austria                   | 10      |
| Belgia (Walonia)          | 15      |
| Holandia (Single Top 100) | 18      |
| Niemcy                    | 12      |
| Norwegia                  | 5       |
| Szwajcaria                | 8       |
| Wielka Brytania           | 35      |